# Литизно
Литизно — деревня в Опольевском сельском поселении Кингисеппского района Ленинградской области.

## История
Впервые упоминается в Писцовой книге Водской пятины 1500 года как сельцо Литязно в Егорьевском Ратчинском погосте Ямского уезда.
На карте Ингерманландии А. И. Бергенгейма, составленной по шведским материалам 1676 года, обозначена как безымянная деревня.
На шведской «Генеральной карте провинции Ингерманландии» 1704 года разборчива только вторая часть названия — …kÿla.
Как деревня Ляхтекила она обозначается на «Географическом чертеже Ижорской земли» Адриана Шонбека 1705 года.
Как деревня Лигизно упомянута на карте Ингерманландии А. Ростовцева 1727 года.
Деревня Литизьна, состоящая из 55 крестьянских дворов, она обозначена на карте Санкт-Петербургской губернии Ф. Ф. Шуберта 1834 года.

ЛИТИЗНО — деревня принадлежит графам Шуваловым, число жителей по ревизии: 110 м. п., 117 ж. п. (1838 год)

На карте профессора С. С. Куторги 1852 года обозначена как деревня Литизьна из 55 дворов.

ЛИТИЗНА — деревня графини Бобринской, по почтовой дороге, число дворов — 25, число душ — 89 м. п. (1856 год)

ЛИТИЗНО — деревня, число жителей по X-ой ревизии 1857 года: 87 м. п., 93 ж. п., всего 180 чел.

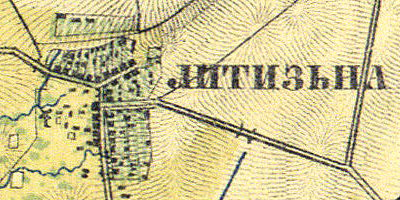
Деревня Литизно на карте 1860 года

Согласно «Топографической карте частей Санкт-Петербургской и Выборгской губерний», в 1860 году деревня называлась Литизьна.

ЛИТИЗНО (ЛИТИЗНА) — деревня владельческая при колодце, число дворов — 34, число жителей: 106 м. п., 99 ж. п.; Две часовни. (1862 год)

ЛИТИЗНО — деревня, по земской переписи 1882 года: семей — 29, в них 79 м. п., 81 ж. п., всего 160 чел.

ЛИТИЗНО — деревня, число хозяйств по земской переписи 1899 года — 25, число жителей: 66 м. п., 63 ж. п., всего 129 чел.;
 разряд крестьян: бывшие владельческие; народность: русская — 126 чел., финская — 3 чел.

В конце XIX — начале XX века деревня административно относилась к Ополицкой волости 1-го стана Ямбургского уезда Санкт-Петербургской губернии.
С 1917 по 1923 год деревня Литизно входила в состав Гурлевского сельсовета Ополицкой волости Кингисеппского уезда.
С 1923 года в составе Ястребинской волости.
Согласно данным переписи населения СССР 1926 года в деревне Литизно проживали 145 человек, большинство русские, а также эстонцы.
С февраля 1927 года в составе Кингисеппской волости. С августа 1927 года в составе Кингисеппского района.
В 1928 году население деревни Литизно также составляло 145 человек.

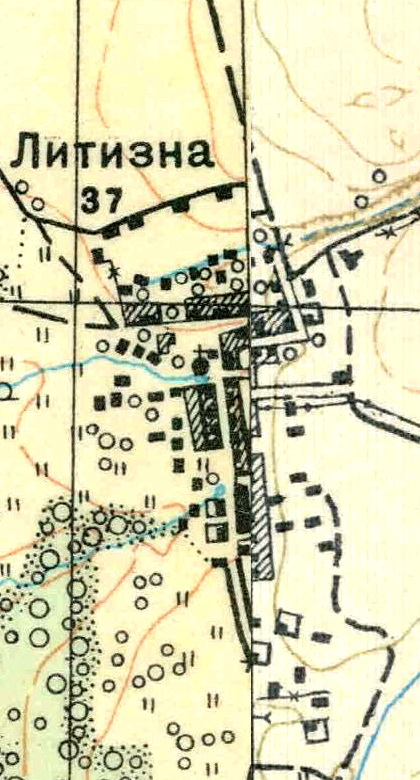
План деревни Литизно. 1930 год

Согласно топографической карте 1930 года деревня называлась Литизна и насчитывала 37 дворов, в центре деревни находилась часовня.
По данным 1933 года деревня Литизно входила в состав Гурлевского сельсовета Кингисеппского района.
C 1 августа 1941 года по 31 января 1944 года деревня находилась в оккупации.
С 1954 года в составе Опольевского сельсовета.
В 1958 году население деревни Литизно составляло 92 человека.
По данным 1966, 1973 и 1990 годов деревня Литизно также находилась в составе Опольевского сельсовета Кингисеппского района.
В 1997 году в деревне Литизно проживали 26 человек, в 2002 году — 32 человека (русские — 91 %), в 2007 году — 29.

## География
Деревня расположена в восточной части района к северу от автодороги А180 (E 20) (Санкт-Петербург — Ивангород — граница с Эстонией) «Нарва».
Расстояние до административного центра поселения — 5 км.
Расстояние до ближайшей железнодорожной станции Кёрстово — 10 км.

## Демография
| 1862 | 2007 | 2010 | 2017 |
| ---- | ---- | ---- | ---- |
| 205  | ↘29  | ↗33  | ↘29  |

### Национальный состав
Согласно данным Всероссийской переписи населения 2021 года в деревне проживали 29 человек, из них:
 русские — 27 человек, остальные национальность не указали.

## Достопримечательности
Сохранилась заброшенная усадьба Литизно: главный дом, конюшня, часовня Ильи Пророка. Комплекс относится к выявленным объектам культурного наследия.

Литизно. Интерьер усадебного дома. 2019 год
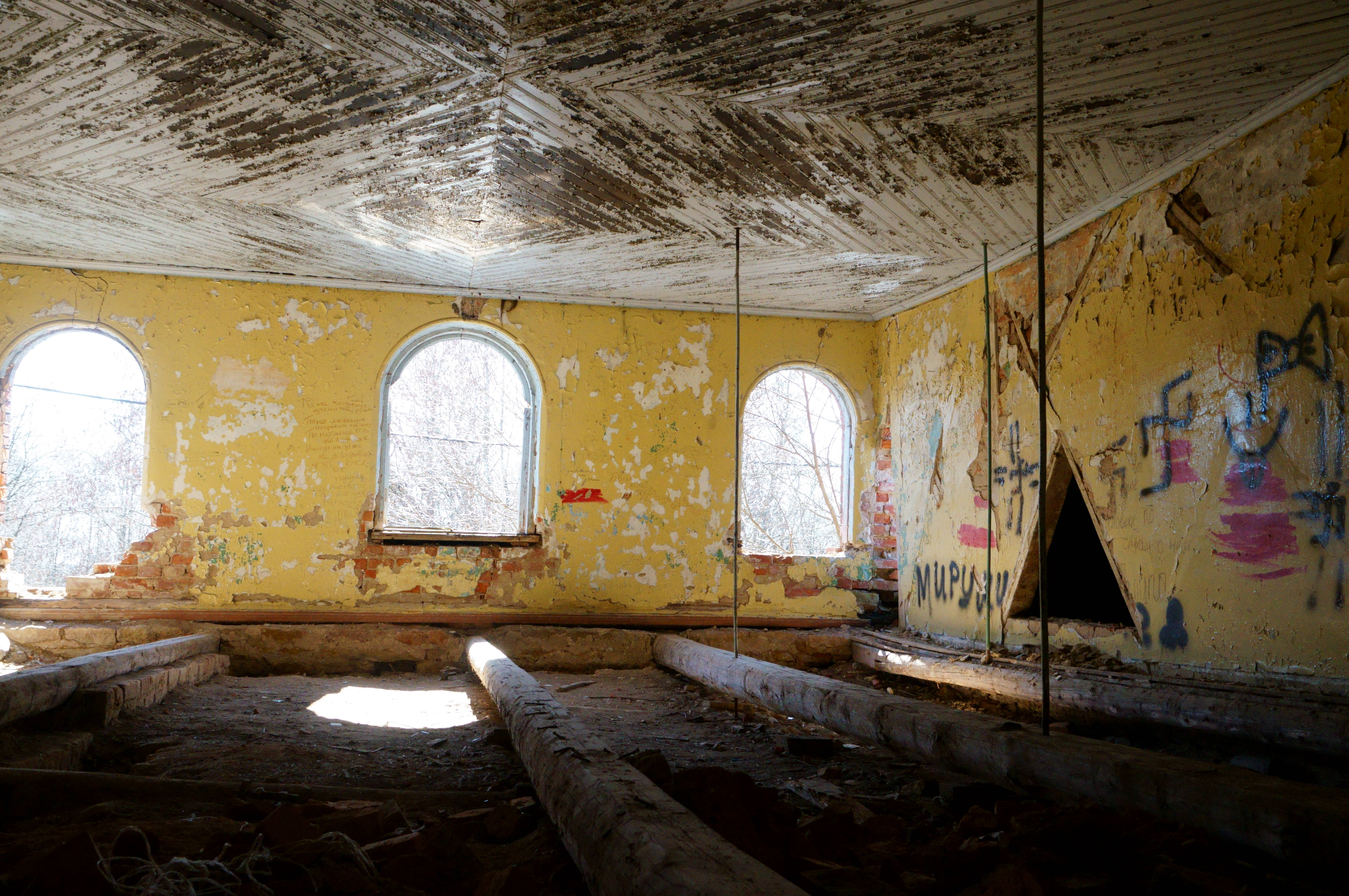